# Małgorzata Czajczyńska
Małgorzata Czajczyńska (Gorzów Wielkopolski, 19 de julio de 1981) es una deportista polaca que compitió en piragüismo en la modalidad de aguas tranquilas. Ganó dos medallas de plata en el Campeonato Mundial de Piragüismo entre los años 2003 y 2005, y dos medallas de bronce en el Campeonato Europeo de Piragüismo entre los años 2002 y 2005.

## Palmarés internacional
| Campeonato Mundial | Campeonato Mundial           | Campeonato Mundial | Campeonato Mundial |
| Año                | Lugar                        | Medalla            | Competición        |
| ------------------ | ---------------------------- | ------------------ | ------------------ |
| 2003               | Gainesville (Estados Unidos) | Medalla de plata   | K4 500 m           |
| 2005               | Zagreb (Croacia)             | Medalla de plata   | K4 200 m           |
| Campeonato Europeo |                              |                    |                    |
| Año                | Lugar                        | Medalla            | Competición        |
| 2002               | Szeged (Hungría)             | Medalla de bronce  | K4 1000 m          |
| 2005               | Poznań (Polonia)             | Medalla de bronce  | K4 500 m           |